# Selenia garretti
Selenia garretti är en fjärilsart som beskrevs av Wagner 1928. Selenia garretti ingår i släktet Selenia och familjen mätare. Inga underarter finns listade.